# Станція Сазонове
Сазонове — закрита в 20-х роках ХХ століття вантажна станція Донецької залізниці в районі села Звірове (хутір Табурний, хутір Сазонов). Обслуговувала закриту, починаючи з грудня 1917 року, рудник Західно-Донецького кам'яновугільного товариства. Залізниця від станції Сазонове проходила через станцію Бельгійський і примикала до станції Чунишине залізниці Рутченкове — Покровськ.

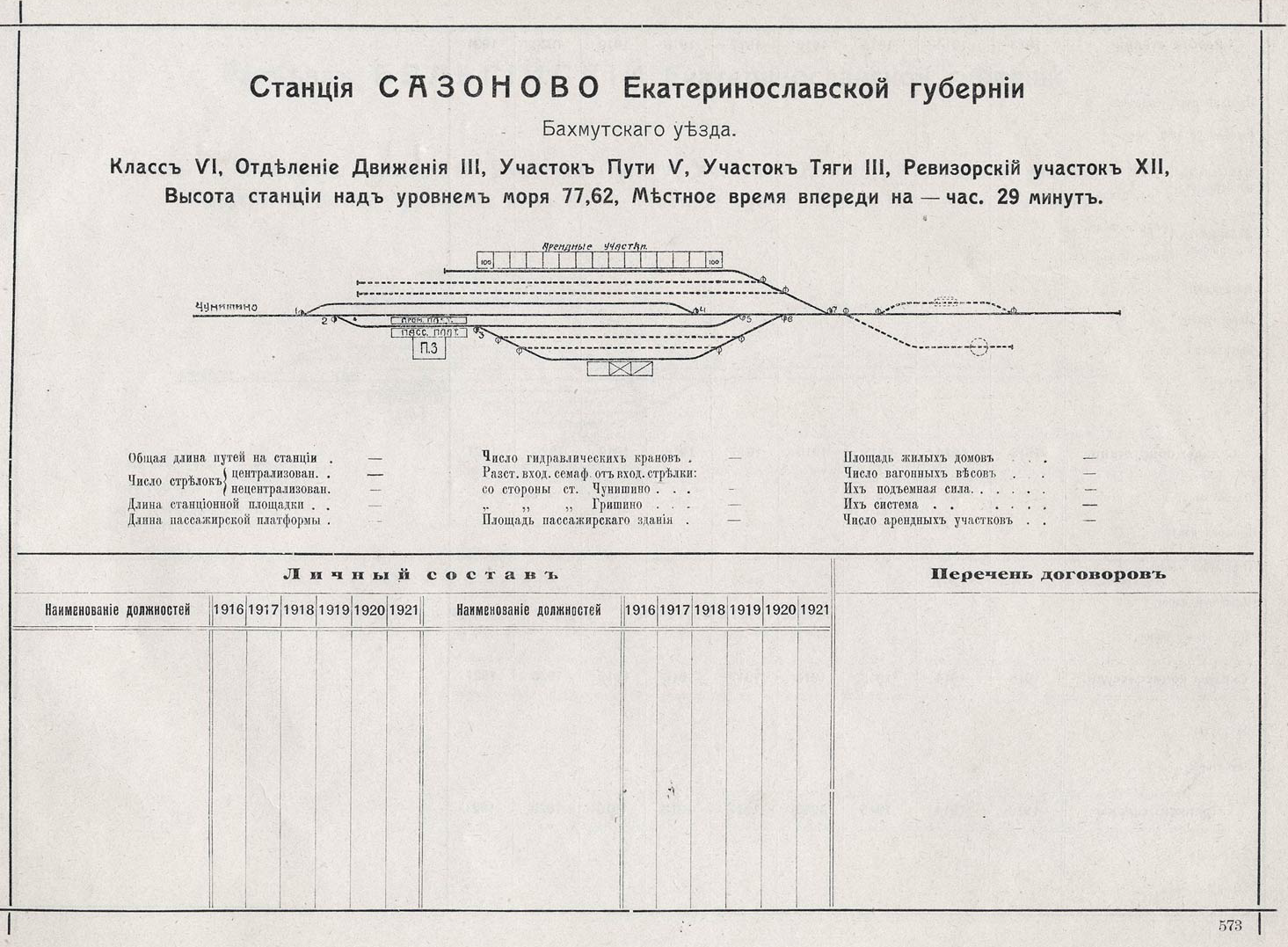
Колійний розвиток станції Сазонове у 1917 році

Станція Сазонове рудника Західно-Донецького кам'яновугільного товариства, станом на 1917 рік, мала 6 колій (з них — 2 тупики), орендні ділянки під склади вантажів, станційну будівлю, 2 пасажирські, 2 товарні (криту й відкриту) платформи й пакгауз. В перспективі передбачалося облаштувати ще 6 станційних колій (з них — 3 тупикових), встановити вагонні ваги й поворотне коло (для розвороту паровозів на тупиковій станції). Втім показники роботи станції за радянський період відсутні. В ході збройного конфлікту 1917-1921 років рудник Західно-Донецького товариства було зруйновано, і ймовірно в 1923 році відвантаження вугілля по Сазоновому припинилося. Пасажирський рух тут також не здійснювався. На післявоєнних картах радянського Генштабу тут значилася дрібна шахта Кравченка.
Див. також: Рудниково-Лозівська залізниця, Шахти села Гришине. 
1. ↑  Альбом схематических планов станций Екатерининской железной дороги. Екатеринослав. 1917.
2. ↑  Баграев. Экономическое состояние районов, тяготеющих к станциям линии В.-Анадоль - Рутченково - Гришино // Вестник Екатерининской железной дороги, № 5. 1925.
3. ↑  Подробная карта Красноармейского района -  Топографические карты Украины. Генштаб (1:100000). Архів files/maps/M-37-135.JPG оригіналу за 6 грудня 2017.